# Segura de León
Segura de León es un municipio y localidad española de la provincia de Badajoz, en la comunidad autónoma de Extremadura. Cuenta con una población de 1792 habitantes (INE 2024).

## Geografía

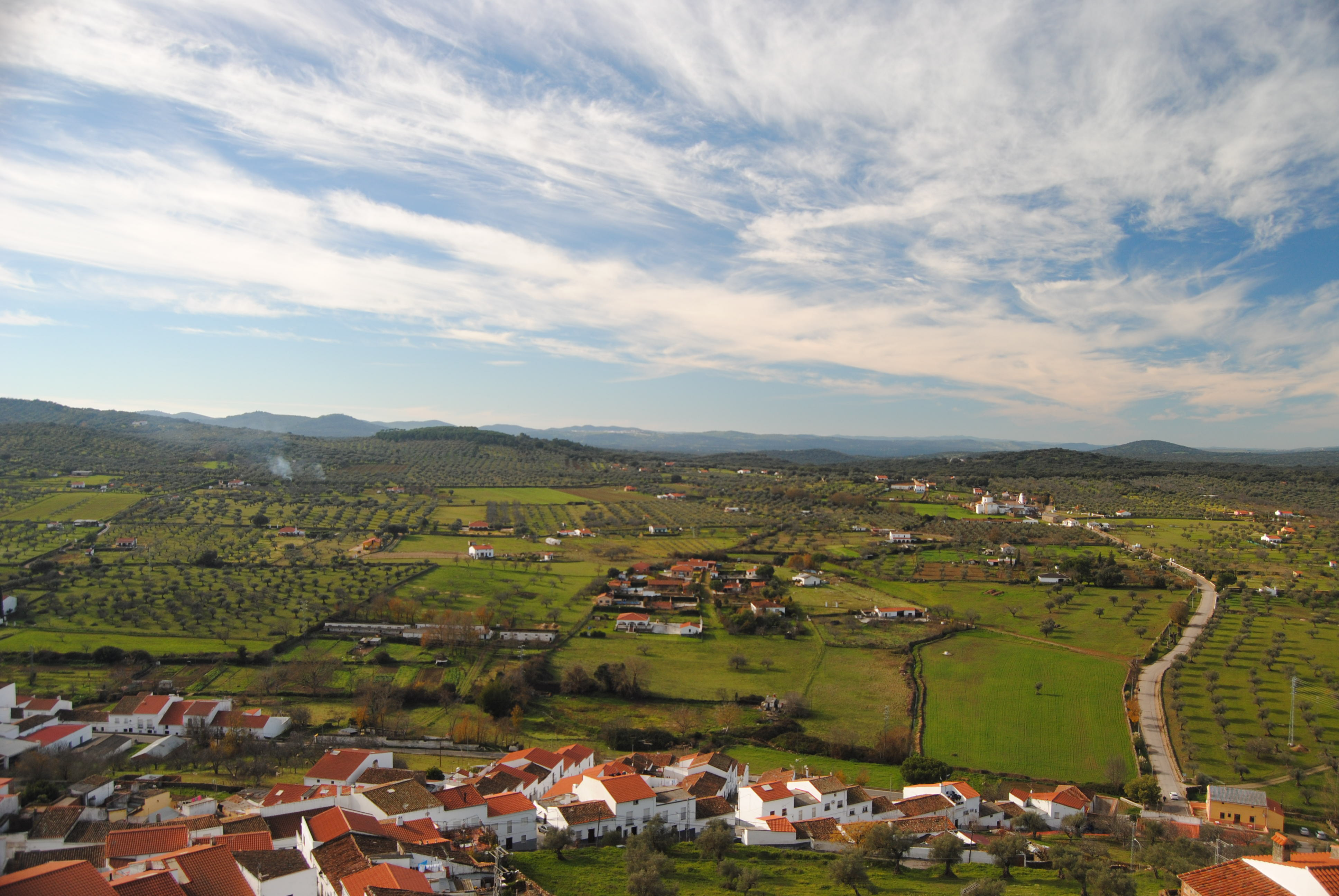
Entorno de la localidad

Se encuentra en medio del triángulo que forma Bodonal de la Sierra, Cabeza la Vaca y Fuentes de León. Pertenece a la comarca de Tentudía y al partido judicial de Fregenal de la Sierra.

## Historia
Segura de León nace a la historia cuando el maestre de Santiago Pelay Pérez Correa concede fuero de población al concejo en 1274, segregando su territorio de la donación de Montemolín de 1248. Pero ya diversos pueblos y culturas habían dejado sus huellas en nuestras tierras.
De época prerromana es el yacimiento de la sierra de la Martela, en el que se localizó un poblado en la sierra de su nombre, habitado entre los siglos iv y i a. C. El yacimiento del Sejo, las villas romanas de los Villares, la de los Regíos o la del Torreón, cerca del Santuario del Cristo de la Reja, fueron habitados durante la época imperial, entre los siglos i y v d. C. De la presencia visigoda tenemos como testigo el tenante altar existente en la capilla de la Anunciación y un elemento marmóreo reaprovechado como sillar en la torre de la parroquia, lo que nos indica la posible existencia de un templo de los siglos vii y viii en el mismo lugar en el que hoy se halla la iglesia parroquial. 

La huella musulmana la encontramos en el castillo y poblado de Gigonza, (la Sigunza árabe) en la sierra de su nombre, en la margen izquierda del río Ardila. Del castillo son visibles restos de lienzos de muralla así como restos cerámicos dispersos por el arrabal del hisn (fortaleza). De esta Sigunza, a medio camino en la ruta de Sevilla a Badajoz, nos habla el geógrafo árabe Al-Idrisi, que vivió el siglo xii.

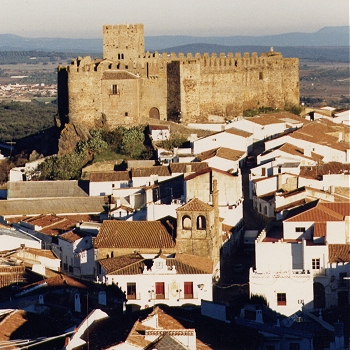
Castillo de Segura de León

La Reconquista cristiana de Segura se llevó a cabo por los caballeros de la Orden de Santiago que construyeron el castillo de Segura de León; por eso la historia de la villa quedará estrechamente vinculada a dicha orden desde el siglo xiii al siglo xix en instituciones como la Encomienda Mayor de León, extinguida el 1833, o la Vicaría de Tentudía, que, trasladada desde Calera en 1791, se mantuvo en Segura hasta 1873 formando parte de la diócesis del Priorato de San Marcos de León.
En 1594 Segura de León y Casas del Monte formaba parte de la provincia de León de la Orden de Santiago y contaba con 555 vecinos pecheros.
Terminada la Reconquista, la villa aportó elementos humanos a la conquista de las tierras descubiertas al otro lado del océano Atlántico. Con las riquezas ganadas en Indias se realizaron obras en iglesias y ermitas de la población.
Tras las revoluciones liberales, Segura fue olvidando su pasado santiaguista, al punto que, cuando se confeccionó su escudo heráldico a finales del siglo xix, no se incluyó la cruz de Santiago entre sus cuarteles.
A la caída del Antiguo Régimen la localidad se constituye en municipio constitucional en la región de Extremadura. Desde 1834 quedó integrado en el partido judicial de Fregenal de la Sierra. En el censo de 1842 contaba con 740 hogares y 2700 vecinos.

## Demografía
Segura de León cuenta con una población de 1792 habitantes (INE 2024).
| Gráfica de evolución demográfica de Segura de León entre 1842 y 2021                                                  |
| |
| Población de derecho según los censos de población del INE. Población de hecho según los censos de población del INE. |

## Economía
Su economía principal es la ganadería y la agricultura.

## Símbolos

Escudo

En los años cincuenta, el entonces alcalde de Segura, don Antonio Casquete Hernando, emprendió la iniciativa, a título personal, de investigar acerca de si la villa había usado en algún momento de la historia un escudo propio, con objeto de recuperarlo.
Debió indagar en el amplio archivo municipal de la villa pero sin obtener resultado alguno, pese a ser buen conocedor del mismo.
Podemos además deducir que los mismos segureños no tenían noticia alguno de escudo municipal de la villa ni creían que existiese, según se deduce de la observación que Antonio Casquete realiza al respecto: “la actual generación no sólo lo desconocía [el escudo], sino que, hasta dudaba de su preexistencia”.
Sin obtener resultado en Segura, encargó la investigación a un heraldista madrileño, don José María Bremón Sánchez, quien poco después remitía un informe en el que declaraba haber identificado el escudo que había usado la alcaldía de la villa.
Dicho informe se basaba en un documento del Archivo Histórico Nacional de Madrid, emitido por la propia alcaldía y firmado por un miembro de la misma. Con el asesoramiento del heraldista y habiendo confirmado que el documento podía ser verdadero, Antonio Casquete propuso a la corporación que se adoptase el escudo que se preconizaba como el histórico y original.
En 1878 el gobernador civil de Badajoz envió una circular a los ayuntamientos solicitándoles que remitieran una relación y muestra de los sellos con que contaban las respectivas alcaldías, especificando el origen de los mismos y haciendo constar cual de ellos se encontraba en uso. Como respuesta, encontramos esta comunicación manuscrita, en papel cuyo encabezado a imprenta dice “Alcaldía de Segura de León”, donde Nicolás Maya muestra los cuatro sellos que obraban en su poder e indicando tan solo que se remiten “sin poder acompañarle noticia alguna histórica de lo que pueda constar acerca de cada uno, ni tampoco el tiempo que han estado en uso los dos que figuran últimos puesto que en la actualidad los que más se usan son los que primero van estampados”. 
De la lectura de dicho documento, fue donde el heraldista dedujo que el sello municipal señalado con el número cuatro, más antiguo que el número dos, debía ser el antiguo escudo de Segura. A falta de conocimiento de los colores (esmaltes) del mismo, procedió a describirlos según las tradicionales armas de Castilla y León.
Examinando los criterios por los que se defiende el escudo actual encontramos numerosas deficiencias. Tengamos en cuenta que el documento base contiene una relación de sellos municipales, que no necesariamente deben contener el escudo de la villa. No obstante, analicémoslos: 
- El escudo que figura en el sello n.º 2 se corresponde con las armas de España en tiempos de Isabel II, restauradas con la llegada de Alfonso XII y siendo por tanto las vigentes en 1878.
- El escudo n.º 4 se corresponde tanto en su contenido como en su forma redondeada con el escudo simplificado de España que se utilizaba a finales del siglo xviii. Dado que el primero era el oficial en 1878 y el segundo de diseño más antiguo, esto explica por qué afirma Nicolás Maya que el primero se venía usando más en la actualidad que el segundo.

No obstante, realizó algunos cambios significativos. El heraldista consideró que el sello tenía invertido el orden y por tanto modificó la propuesta para situar en primer lugar el castillo y en segundo el león, que además debía mirar a la derecha y no a la izquierda como hacía en el sello. Además, señalaba que el uso del león no indicaba pertenencia o vinculación al Reino de León, sino como señal del supuesto señorío que de la villa tuvo don Rodrigo de León y Silva, hijo de Alfonso IX, hecho que parece carecer de todo fundamento documental.
El origen de la confusión viene dado porque según las Reales Órdenes de 16 de julio de 1846 y de 30 de agosto de 1876, el gobierno de la Nación recomendó a los ayuntamientos que adoptasen escudos municipales con objeto de que los sellos municipales acompañasen a la documentación oficial que éstos expedían y de este modo dificultar las falsificaciones. Las disposiciones permitían e incluso recomendaban, a falta de escudo propio, el uso de las armas reales en los sellos, opción que escogieron la mayoría de los ayuntamientos españoles entre los que sin duda se encontraba Segura de León. Estos sellos municipales con las armas reales y muchas veces con la leyenda del nombre del municipio han aparecido al investigar la existencia de escudos municipales y son sistemáticamente descartados por los heraldistas. Pueden citarse como ejemplos los casos recientes de Solana de los Barros, Jarandilla, Talaván, etc
Por tanto, podemos descartar que el escudo actual tenga una base histórica que lo respalde. La villa seguramente jamás ha tenido armas propias y, cuando ha tenido que usar un emblema su corporación, se ha optado por las armas reales, señal inequívoca de que no existía ningún otro emblema, símbolo, escudo o blasón con el que distinguirse.
En 2006 se ha realizado una nueva investigación para determinar si pudiera existir alguna representación heráldica municipal.

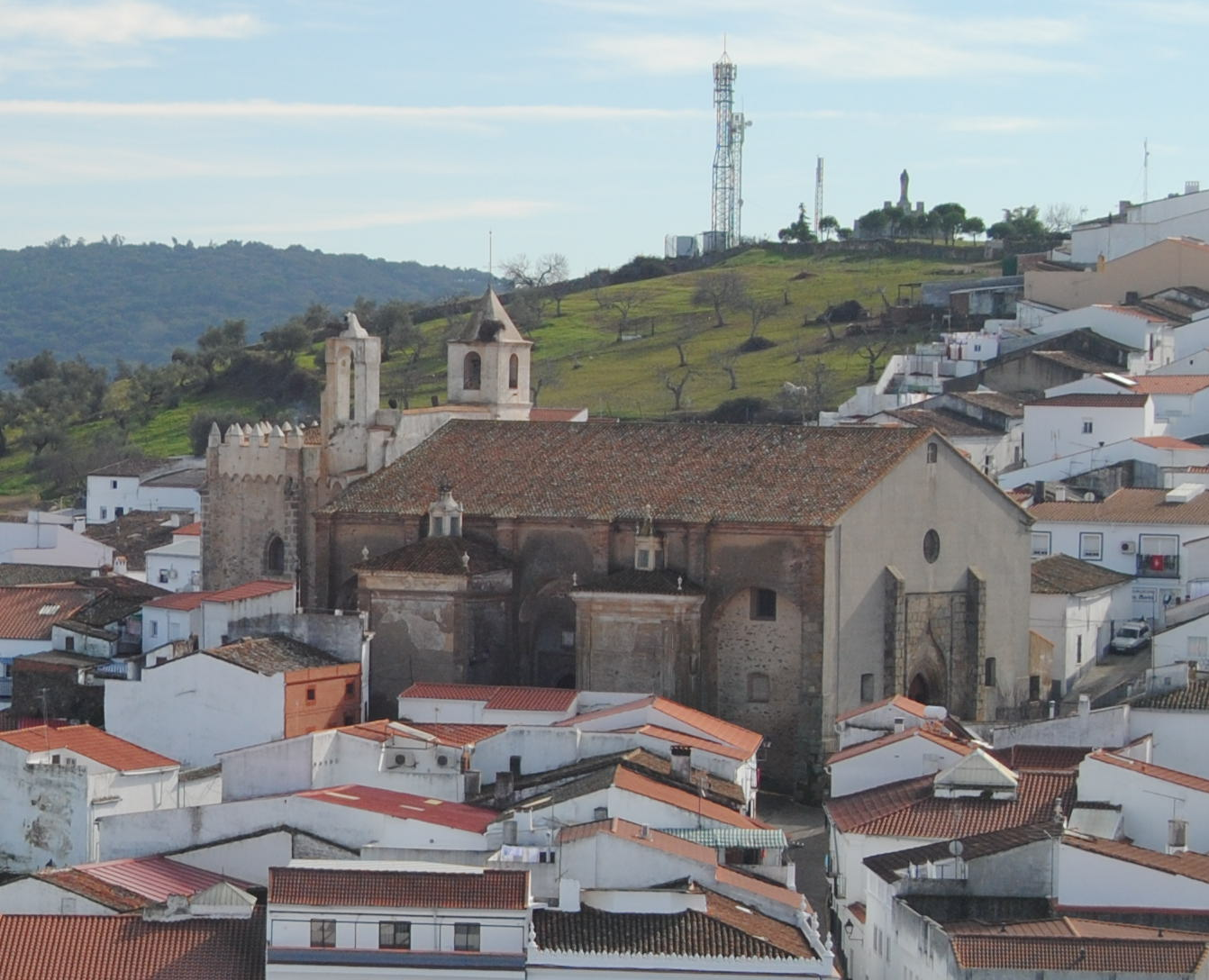
Iglesia de Nuestra Señora de la Asunción

En el Archivo Histórico Nacional de Madrid, sección de Sigilografía, únicamente se conserva el documento que hemos citado en anteriormente y que recoge una colección de sellos municipales en tinta, que debemos descartar por no tratarse de escudos propios de la villa, según hemos argumentado. No existen otros antecedentes heráldicos en los restantes fondos del archivo.
Fue consultada la Real Academia de la Historia, con resultado negativo. Igualmente, diversas obras sobre heráldica municipal no aportaron nuevas informaciones al respecto.
En conclusión, podemos afirmar que muy probablemente el ayuntamiento de Segura de León no ha usado armas distintivas. De este modo, procede la adopción de un escudo de nueva creación.
En la trayectoria histórica de Segura de León, consideramos que son tres los hechos o circunstancias de especial relieve para realizar una síntesis. En primer lugar, es destacable la constatación de que existió una antiguo asentamiento céltico en su término municipal, según mostraron las excavaciones realizadas en la sierra de la Martela.
De especial significación fue el hallazgo de cuatro piezas de oro labrado que fueron denominadas “Tesoro de la Sierra de la Martela” y entre las que se encuentra un colgante en forma de bellota. 
Ya en tiempos de la reconquista, la villa fue incorporada a los territorios de la Orden de Santiago, dentro de la llamada provincia de León. No fue Segura una mera encomienda sino que se le distinguió como la Encomienda Mayor de León, lo que significó que grandes personajes de diferentes épocas fueran distinguidos como Comendadores Mayores con sede en la villa.
De construcción santiaguista y distinguiendo la silueta de la población desde prácticamente la reconquista, debe señalarse el Castillo que ha llegado a nuestros días en un excelente estado de conservación.
Basándonos en los elementos ya descritos, ésta sería la representación heráldica de los mismos:
- El Castillo. Emblema arquitectónico del pueblo y símbolo de su preeminencia histórica, debería ser representado con un perfil identificable y diferenciado del castillo heráldico común.
- La Orden de Santiago. La representación habitual de la Orden se realiza mediante la espada de Santiago de gules en campo de plata. Adicionalmente, procedería incorporar el león, mostrando la singularidad histórica de haber sido Segura de León la Encomienda Mayor de la provincia santiaguista. Nos inclinamos por el diseño que mostramos en la ilustración, aunque sería posible seguir el modelo que figura en el escudo municipal de Calera de León, que muestra un león rampante a la siniestra de la cruz.
- La bellota de oro del tesorillo de La Martela. Este vestigio del antiquísimo poblamiento de la zona puede tener un doble contenido simbólico. En primer lugar muestra el significativo hallazgo arqueológico, pero además, es también la bellota el fruto que secularmente ha centrado la vocación ganadera de Segura.

Escudo partido. 1.º De gules, un castillo de su color natural. 2.º De plata, una cruz de la Orden de Santiago, resaltada de un león púrpura pasante. Entado en punta, de sinople, una bellota de oro. Al timbre, la Corona Real de España.
Realizadas asimismo diversas consultas, no parecen existir noticias sobre alguna bandera que históricamente fuera adoptada por el municipio.
De este modo, según el Real Decreto 63/2001, se propone una bandera de nueva creación que se ajusta a los principios vexilológicos de la comunidad autónoma.
Bandera rectangular, en proporción 2:3. Blanca, enmarcada por dos recuadros de igual grosor, el externo blanco y el interno rojo. Cargada al centro con el escudo municipal en sus colores.

## Patrimonio

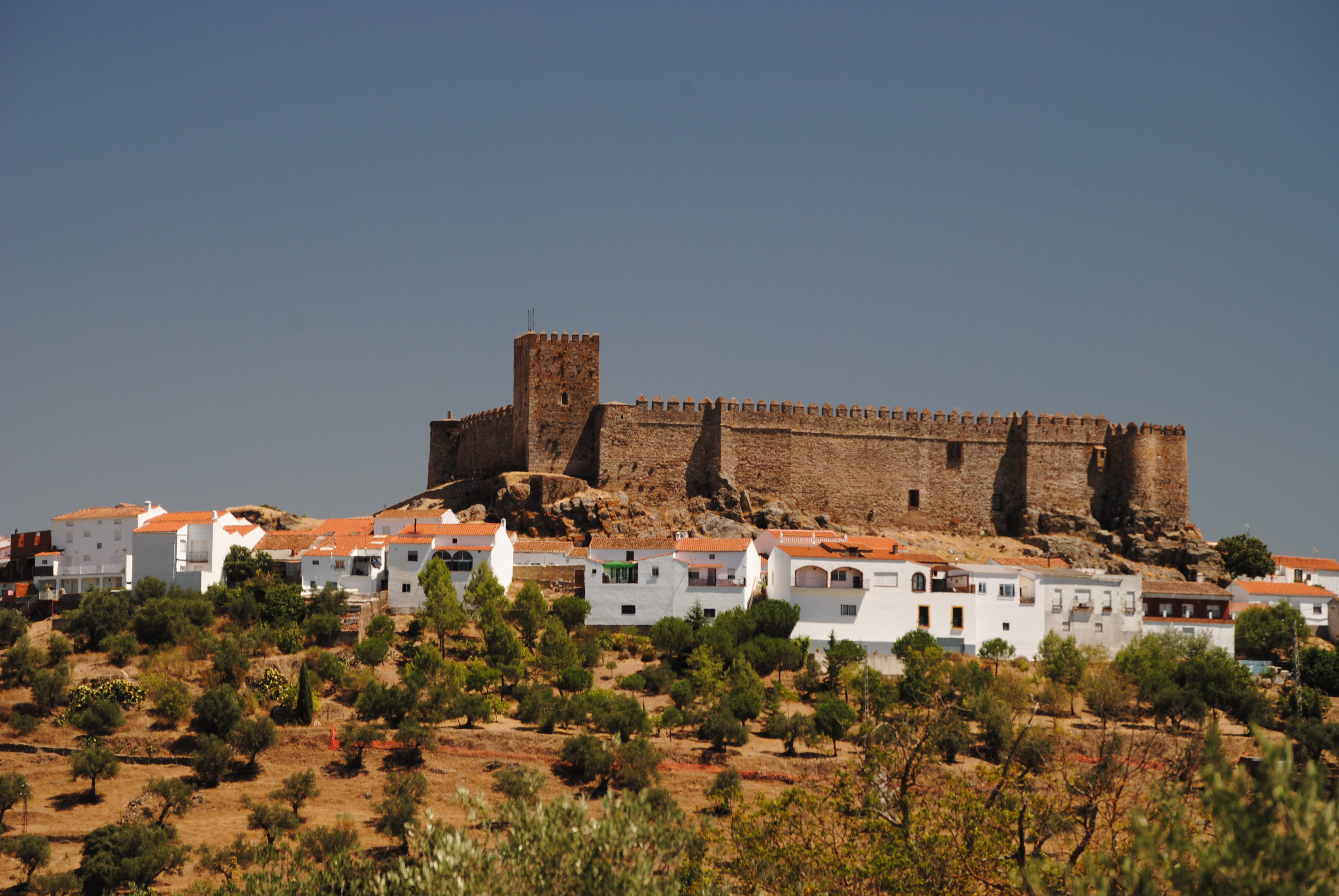
Castillo y localidad

- Iglesia de Nuestra Señora de la Asunción. Iglesia parroquial católica bajo la advocación de Nuestra Señora de la Asunción, en la archidiócesis de Mérida-Badajoz.[6]
- Castillo de Segura de León
- Cañada Real Leonesa Occidental

## Cultura

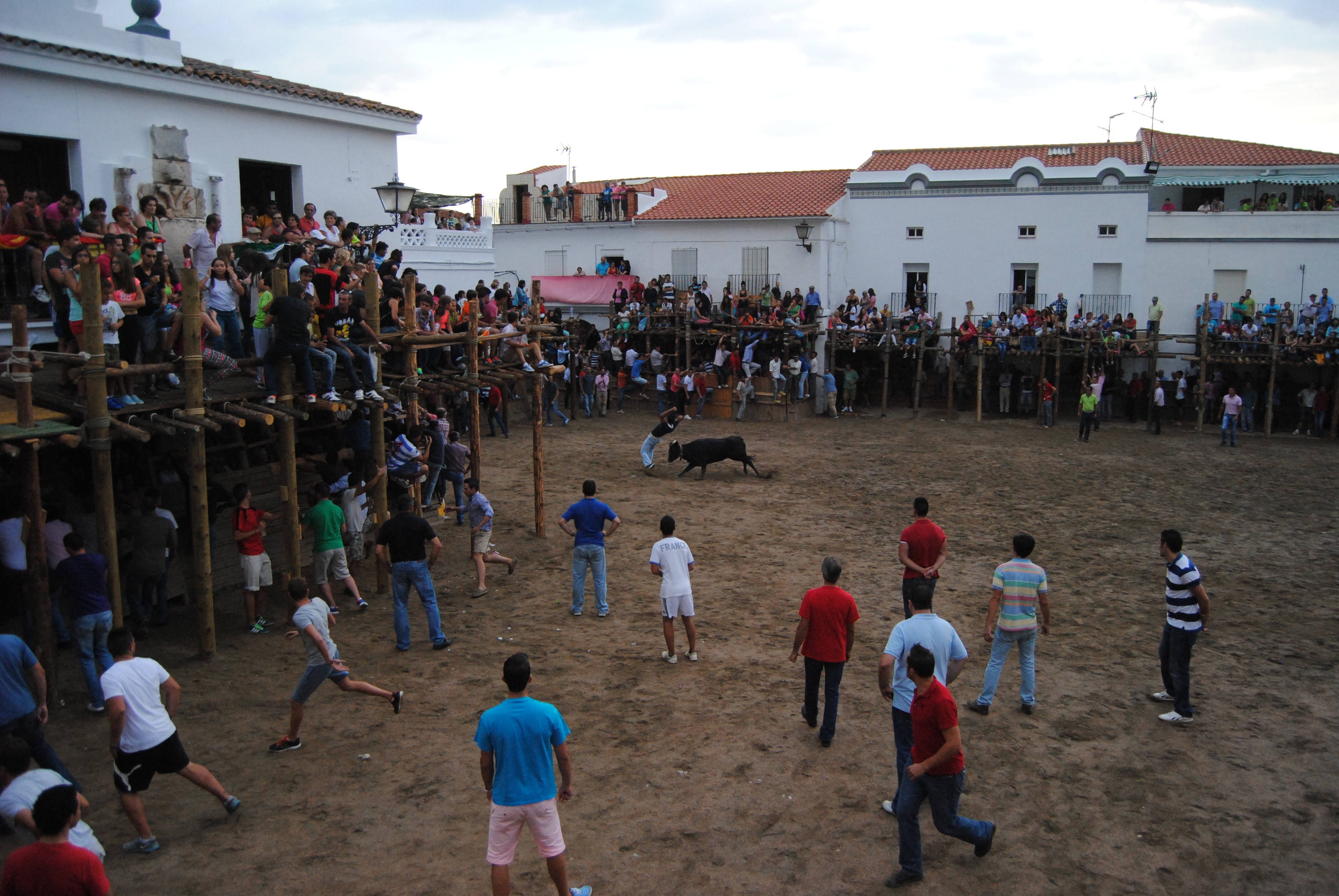
Capeas 2013

En septiembre, tienen lugar las fiestas, Las Capeas, en honor al Santísimo Cristo de la Reja, declaradas fiestas de interés turístico de Extremadura. Son del 13 al 18 de septiembre (fecha variable) y se sueltan alrededor de 150 vaquillas durante esos días.